# Михайло-Коцюбинская поселковая община
Михайло-Коцюбинская поселковая общи́на (укр. Михайло-Коцюбинська селищна громада) — территориальная община в Черниговском районе Черниговской области Украины. Административный центр — пгт Михайло-Коцюбинское.
Население — 12 487 человек. Площадь — 781,0 км².
Количество учреждений, оказывающих первичную медицинскую помощь — 14.

## История
Михайло-Коцюбинская поселковая община была создана 2 сентября 2016 года путём объединения Михайло-Коцюбинского поселкового совета, Андреевского, Ведильцевского, Жукотковского, Карховского, Левковичского, Плёховского, Шибириновского сельсоветов Черниговского района. Изначально площадь общины была 434,29 км², население — 8 495 человек. 
18 ноября 2018 года были присоединены территории Днепровского, Ковпытского, Мнёвского сельсоветов Черниговского района.
12 июня 2020 года в состав общины вошла территория Пакульского сельсовета Черниговского района.
17 июля 2020 года община вошла в состав нового Черниговского района.

## География
Община включает 30,6% территории и 24,4% населения упразднённого Черниговского района (1923-2020). Община граничит с Любечской, Новобелоусской, Киенской, Гончаровской общинами, Белоруссией. Реки: Днепр, Пакулька, Дубровка (Ковпыта), Старуха (Балин), Вереб.

## Населённые пункты
- пгт Михайло-Коцюбинское
- Андреевка
- Антоновичи
- Борки
- Ведильцы
- Гирманка
- Глядин
- Днепровское
- Жидиничи (Червоное)
- Жукотки
- Завод
- Загатка
- Зайцы
- Карховка
- Ковпыта
- Круглое
- Левковичи
- Левоньки
- Леньков Круг
- Линея
- Льгов
- Льговка
- Малейки
- Мнёв
- Москали
- Пакуль
- Папирня
- Плёхов
- Повидов
- Прохоров
- Пустынки
- Пыльня
- Рудня
- Семеняговка
- Скугари
- Старик
- Храпатое
- Жидиничи
- Шибириновка
- Шмаевка
- Шульговка
- посёлок Ревунов Круг
- посёлок Центральное